# Кастельнуово-делла-Даунія
Кастельнуово-делла-Даунія (італ. Castelnuovo della Daunia) — муніципалітет в Італії, у регіоні Апулія,  провінція Фоджа.
Кастельнуово-делла-Даунія розташоване на відстані близько 230 км на схід від Рима, 155 км на захід від Барі, 40 км на захід від Фоджі.
Населення — 1459 осіб (2014).
Щорічний фестиваль відбувається 15 вересня. Покровитель — Santa Maria della Murgia.

## Демографія
Населення за роками:

Станом на 1 січня 2023 року в муніципалітеті офіційно проживало 50 іноземців з 12 країн, серед них 20 громадян країн Євросоюзу та 2 громадяни України.

## Сусідні муніципалітети
- Казальнуово-Монтеротаро
- Казальвеккьо-ді-Пулья
- Лучера
- П'єтрамонтекорвіно
- Сан-Джуліано-ді-Пулья
- Санта-Кроче-ді-Мальяно
- Торремаджоре